# Tinta roja
Tinta roja és una pel·lícula documental de l'Argentina filmada en colors dirigida per Carmen Guarini i Marcelo Céspedes sobre el seu propi guió escrit en col·laboració amb Jorge Goldenberg que es va estrenar el 19 de març de 1998.
Originalment era un vídeo sobre la violència policial i com la reflectia la revista sensacionalista Això!, però en deixar de publicar-se la mateixa els directors la van adaptar a la redacció de Crónica. 

## Sinopsi
La forma en què un grup de periodistes policials rastreja i obté informació per al seu treball.

## Comentaris
Página 12 va escriure:
| « | «Per la pel·lícula desfilen, en un to tragicòmic, el genial tituler que constantment crida Material!, els motoritzats cronistes addictes al mat amb vel·leïtats de metges i els joves valors que semblen haver trobat en l'exercici de la sorpresa l'única manera de conviure amb les seves notícies .» | » |

Fernando Peña a Film va escriure:
| « | «…té l'aspecte d'un documental clàssic, que prefereix prescindir de la immediatesa que provoca la càmera en mà seguint als personatges a favor d'una posada en escena prèviament determinada i consistent…el film utilitza l'observació com una eina etnogràfica i construeix una mirada empàtica, acrítica i participativa.» | » |

Manrupe i Portela escriuen:
| « | «…documental ascètic i realista sobre el periodisme, que revela el making off de la notícia policial en un dels diaris més importants de l'Argentina.» | » |